# Parque Estadual da Fonte Grande
O Parque Estadual da Fonte Grande é uma unidade de conservação brasileira  criado em 7 de agosto de 1986    município de Vitória, Espírito Santo.Com uma área de 260 hectares, abrange os morros da Fonte Grande, Mulundú, Santa Clara, Pedra do Vigia, Bastos e Pedra dos Olhos. Foi 

## Características gerais
O parque é a última área contígua de grande porte com vegetação característica de encostas da Mata Atlântica. A topografia é acidentada, com relevo ondulado, incluindo vales e pontões.

### Localização
Localizado no Maciço Central da Ilha de Vitória. Possui três acessos: Rua Antônio Dell Antonia - Fradinhos e rua Alziro Viana - Centro (pedestres); Rod. Serafim Derenzi e Estrada Tião Sá - Grande Vitória (subida para veículos).

### Topografia
Com relevo acidentado e ondulado, formando vales e pontões. O parque situa-se no centro da Ilha de Vitória. Limita-se ao norte com a região próxima a São Pedro, ao sul com o centro da Cidade, a leste com propriedades vizinhas aos bairros Fradinhos e Jucutuquara e a oeste com propriedades vizinhas aos bairros de Santo Antônio, Santa Tereza e Bela Vista. A quase totalidade de seus limites está acima do nível altímetro de 50 m e o ponto culminante do parque é 308,8 m, junto às torres de rádio e televisão. Várias fontes e bicas são localizadas em suas encostas, com destaque para São Benedito, Cazuza e Morcego, no morro da Fonte Grande. No centro do parque, forma-se um vale de fundo chato e solos úmidos.

### Flora
O parque, outrora coberto por exuberante floresta de Mata Atlântica, apresenta-se atualmente sob domínio de estágios sucessórios de Mata Secundária, restando como remanescente primitiva apenas a vegetação rupestre. Entre as espécies que faziam parte da formação original, destacam-se o mulembá, oaderne ou cobi, o cedro e o pau-jacaré, endêmicas de Mata Atlântica. No estrato arbóreo, observa-se ainda presença de cinco folhas, angico, sapucainha, louro, pau-d'alho, juazeiro, jacarandá-bravo, embaúba, unha de vaca, quixabeira e jacarandá. No estrato arbustivo destaca-se a leiteira e a orelha de lebre. Outras espécies vegetais estão também presentes: as lianas, tais como: cipó de São João, cipó, e as epífitas barba-de-velho, bromélias e orquídeas.

### Fauna
Répteis (jiboia, teiú, coral, jararaca, entre outros), mamíferos, entre os quais morcegos e gambás e primatas, como o sagui-de-cara-branca. Dentre os invertebrados temos a borboleta-azul. A classe mais representativa, a das aves, apresenta exemplares importantes, como sanhaço, beija-flor, jacupemba, araponga, melro, juriti, pica-pau e bem-te-vi. Todos esses representantes da fauna necessitam de habitats naturais para sua sobrevivência e reprodução, o que reforça a importância da preservação dessa área.